# زاهورانی (ناحیه پراگ-غرب)
زاهورانی (به چکی: Zahořany) یک منطقهٔ مسکونی در جمهوری چک است که در ناحیه پراگ-غرب واقع شده‌است.